# یان ایر
یان ایر (انگلیسی: Ian Ayre) زادهٔ ۶ ژوئیه ۱۹۶۳ میلادی در شهر لیورپول انگلستان است. وی هم‌اکنون مدیر عامل اجرایی (CEO) باشگاه فوتبال لیورپول است. یان ایر پیش از این سمت، سه سال مدیر عامل اجرایی باشگاه فوتبال هادرسفیلد تاون بود. وی همچنین یکی از اعضای هیئت تجاری شهر لیورپول با عنوان مِرزی پتنرشیپ است. وی همچنین سابقهٔ مدیر ارشد اجرایی شبکه ورزشی توتال اسپورت مالزی را نیز در کارنامه خود دارد.